# 湯克里克 (馬里蘭州)
湯克里克（英語：Town Creek）是位於美國馬里蘭州亞利加尼縣的一個非建制地區。

## 地理
湯克里克所處的海拔為高於海平面182米（即597英呎），而該地所採用的時區為UTC-5，即北美东部時區（EST）。同時該地設有夏令時間，為UTC-5調快一小時，即UTC-4（EDT）。